# Hippolyte Boulenger

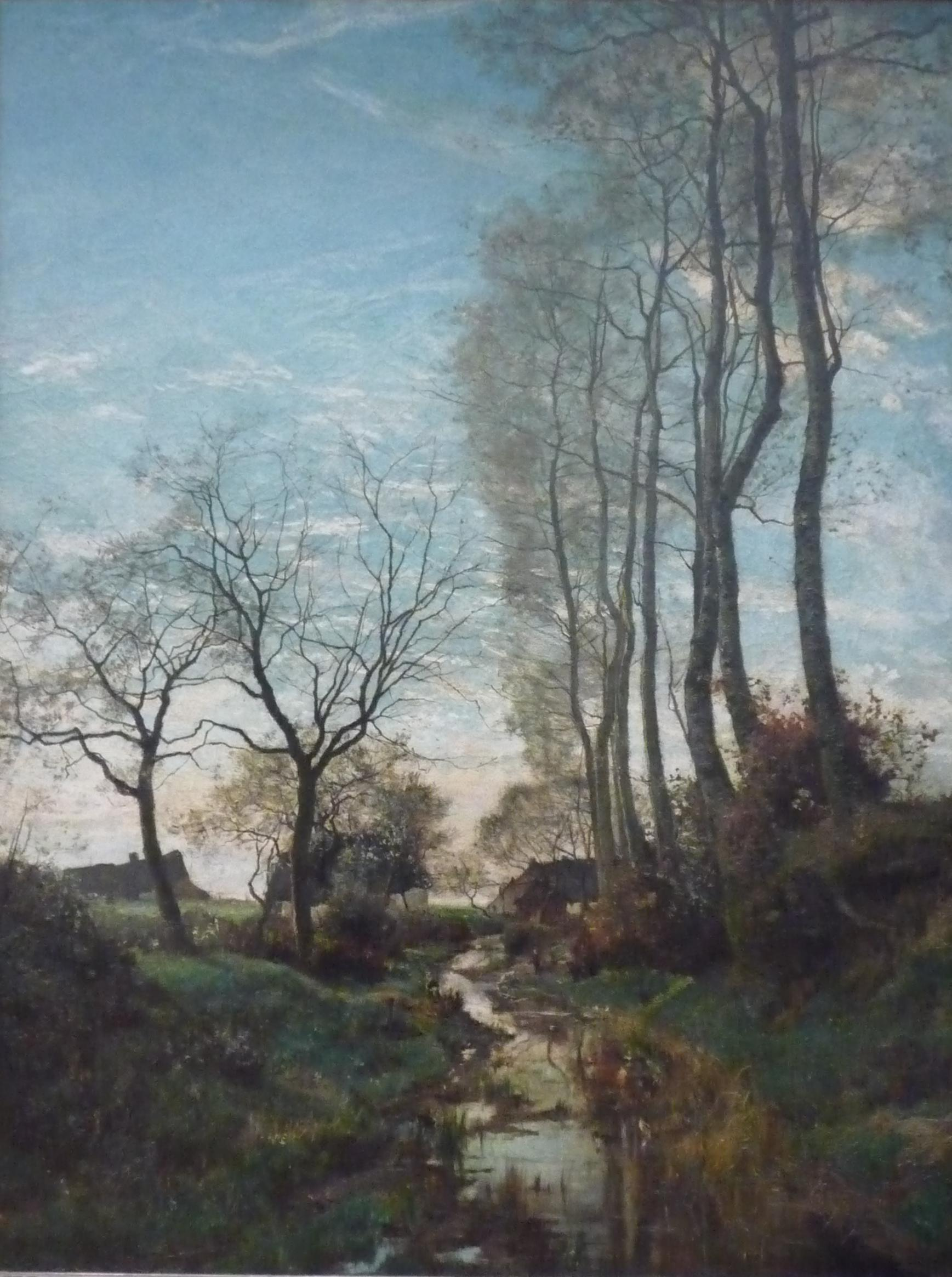
Pejzaż, 1868

Hippolyte Boulenger (ur. 3 grudnia 1837 w Tournai, zm. 4 lipca 1874 Brukseli) – belgijski malarz pejzażysta. 

## Życiorys
Malował realistyczne kompozycje będące studiami ulotnych zjawisk atmosferycznych i walorów kolorystycznych światła, uważany jest za prekursora impresjonizmu. W 1866 wspólnie z Louisem Dubois założył tzw. szkołę w Tervueren (obecnie Tervuren), belgijski odpowiednik szkoły z Barbizon.

## Wybrane prace
- Skraj lasu, 1855, Bruksela,
- Jesienny ranek w Aneremme, Bruksela,
- Przed burzą, Tournai,
- Niebo, Ixelles.